# Peltonotus sisyrus
Peltonotus sisyrus är en skalbaggsart som beskrevs av Jameson och Yuiti Wada 2004. Peltonotus sisyrus ingår i släktet Peltonotus och familjen Dynastidae. Inga underarter finns listade i Catalogue of Life.